# 未来とゆう名の答え
『未来とゆう名の答え』（みらいとゆうなのこたえ）は、音楽ユニット・angelaの7作目となるシングル。 2005年1月26日にスターチャイルドから発売。

## 概要
テレビ朝日などで放送されたテレビアニメ『JINKI:EXTEND』のエンディング主題歌としてタイアップ。

## 収録曲
1. 未来とゆう名の答え [4:37]
  - 作詞：atsuko 作曲：atsuko・KATSU 編曲：KATSU
  - テレビアニメ『JINKI:EXTEND』エンディング主題歌
2. 年下未知数脳内HD [3:33]
  - 作詞：atsuko 作曲：atsuko・KATSU 編曲：KATSU
3. 未来とゆう名の答え （off vocal version）
4. 年下未知数脳内HD （off vocal version）

## 収録アルバム
- 「未来とゆう名の答え」
  - オリジナルアルバム『PRHYTHM』（2006年3月15日）
- 「年下未知数脳内HD」
  - オリジナルアルバム『PRHYTHM』（2006年3月15日）